# 天塩町立啓徳小学校
天塩町立啓徳小学校（てしおちょうりつ けいとくしょうがっこう）は、北海道天塩郡天塩町オヌプナイにある公立小学校。

## 概要
- 学級数 - 3
- 児童数 - 14
- 本務教員数 - 5
- 本務職員数 - 3
- 校長 - 早坂康[1]
- 学校給食 - あり
- へき地等級 - 3級

### 年表
- 1905年 - 幌萌簡易教育所、円山簡易教育所より分離し創立。
- 1910年 - 男能富簡易教育所を分離。
- 1912年 - 男能富簡易教育所より泉源簡易教育所を分離。
- 1992年 - 泉源小学校を統合。
- 1998年 - 男能富小学校を統合。
- 1998年 - 幌萌小学校を統合。
- 1999年 - 円山小学校を統合。
- 2005年 - 創立100周年式典挙行。
- 2016年 - 啓徳中学校が閉校。啓徳小中学校より啓徳小学校に名称変更。

## 交通
- JR宗谷本線 - 「雄信内」下車。道道256号線から天塩川を渡り南西へ約1.5km。

## 学校周辺
- 雄信内神社
- 雄信内保育所
- 雄信内郵便局
- 天塩町農業協同組合 雄信内支所
- 雄信内川